# IOS 10
iOS 10 è la decima versione del sistema operativo per dispositivi mobili iOS, sviluppato dalla Apple Inc. e successore di iOS 9. È stato annunciato alla Worldwide Developers Conference il 13 giugno 2016 ed è stato pubblicato il 13 settembre dello stesso anno.
iOS 10 porta cambiamenti sostanziali al 3D Touch e alla schermata di blocco. Sono state aggiunte svariate novità su alcune applicazioni: Messaggi supporta nuove emoji e le app di terze parti possono estendere le funzionalità di iMessage, Mappe è stata completamente ridisegnata con una nuova interfaccia e il supporto alle applicazioni di terze parti, l'applicazione Casa ora gestisce gli accessori HomeKit, Foto ora implementa degli algoritmi di ricerca e categorizzazione delle immagini chiamato "Ricordi" e Siri è compatibile con le applicazioni di terze parti; ad esempio può inviare messaggi tramite WhatsApp, richiedere un passaggio con Uber o eseguire dei pagamenti tramite PayPal.
Al 4 gennaio 2017, iOS 10 era stato installato sul 76% dei dispositivi iOS che avevano effettuato accesso all'App Store.

## Storia

### Introduzione e primo rilascio
iOS 10 è stato presentato alla Worldwide Developers Conference di Apple il 13 giugno 2016. La prima beta, disponibile solo per gli sviluppatori registrati, è stata pubblicata subito dopo il keynote. Apple ha pubblicato la prima beta pubblica il 7 luglio dello stesso anno, stesso giorno in cui ha pubblicato la seconda beta solo per gli sviluppatori registrati. iOS 10 è stato pubblicato pubblicamente il 13 settembre 2016.

### Aggiornamenti

#### 10.0.2
iOS 10.0.2 è stato pubblicato il 23 settembre 2016, come primo aggiornamento di iOS 10. L'aggiornamento conteneva la correzione di alcuni bug, precisamente risolveva un problema che poteva impedire temporaneamente il corretto funzionamento dei controlli audio delle EarPods Lightning, spedite con l'iPhone 7 e un problema che alcuni utenti riscontravano per cui l'applicazione Foto si chiudeva inaspettatamente all'attivazione della libreria foto di iCloud.

#### 10.0.3
iOS 10.0.3 è stato pubblicato il 17 ottobre 2016, esclusivamente per l'iPhone 7 e l'iPhone 7 Plus, risolvendo un bug della rete dati cellulare. Infatti, in alcuni dispositivi, attivando e disattivando la modalità Aereo, non erano più in grado di collegarsi alla rete.

#### 10.1
iOS 10.1 è stato pubblicato il 24 ottobre 2016, portando la modalità Ritratto sugli iPhone 7 Plus, la quale sfrutta la doppia fotocamera del telefono per scattare foto con un effetto di profondità. Viene inoltre aggiunto su Mappe il supporto ai mezzi di trasporto del Giappone, la possibilità di riprodurre nuovamente gli effetti "a tutto schermo" e le animazioni dei fumetti una volta ricevuto il messaggio su iMessage e altre correzioni di bug.

#### 10.1.1
iOS 10.1.1 è stato pubblicato il 31 ottobre 2016, risolvendo un bug nel quale diversi utenti non riuscivano a leggere i dati contenuti nell'applicazione Salute.
Il 9 novembre 2016, Apple ha pubblicato una nuova versione di iOS 10.1.1, in quanto quella precedente causava il blocco di alcuni dispositivi, rendendo il telefono inutilizzabile.

#### 10.2
iOS 10.2 è stato pubblicato il 12 dicembre 2016. L'aggiornamento introduce l'applicazione TV (solo negli USA), la quale raggruppa i contenuti da diverse applicazioni video e suggerisce nuove serie televisive e film da guardare. Inoltre, sono state ridisegnate e aggiunte più di 100 nuove emoji e due nuovi effetti "a tutto schermo" per iMessage: Amore e Festa. Sono stati ridisegnati e riposizionati i tasti "Casuale", "Ripeti" e "In coda" nell'applicazione Musica, oltre alla correzione di diversi bug e migliorie minori.

#### 10.2.1
iOS 10.2.1 è stato pubblicato il 23 gennaio 2017, mirato principalmente alla correzione di alcuni bug e al miglioramento delle prestazioni generali. È inoltre stata aggiunta una funzionalità che notifica l'utente quando è necessario sostituire la batteria del telefono attraverso il messaggio "La batteria di iPhone potrebbe richiedere assistenza tecnica" nelle impostazioni della batteria.

#### 10.3
iOS 10.3 è stato pubblicato il 27 marzo 2017. Esso porta notevoli cambiamenti al sistema operativo, introducendo il supporto all'Apple File System (APFS). Inoltre è stato aggiunto il supporto alle AirPods nell'applicazione Trova iPhone. Anche l'applicazione impostazioni ha ricevuto notevoli cambiamenti. È ora presente un menu in cima alla lista delle voci che mostra il profilo iCloud e, nell'omonima sezione, una barra che mostra lo spazio utilizzato in iCloud Drive. È stato aggiunto anche un widget per l'applicazione Podcast. Ora, nell'App Store, gli sviluppatori sono in grado di rispondere alle recensioni delle proprie applicazioni e gli utenti possono votare una recensione come utile o no. In aggiunta, gli sviluppatori sono in grado di modificare l'icona di un'applicazione in una determinata data.

#### 10.3.1
iOS 10.3.1 è stato pubblicato il 3 aprile 2017, per correggere alcuni errori di sicurezza.

#### 10.3.2
iOS 10.3.2 è stato pubblicato il 15 maggio 2017, correggendo alcuni errori, tra cui il mal funzionamento di SiriKit.

#### 10.3.3
iOS 10.3.3 è stato pubblicato il 19 luglio 2017.
Questo aggiornamento elimina un bug che avrebbe potuto permettere di accedere al telefono da remoto ed eseguire codice malevolo. È l'ultima versione per l'iPhone 5c e iPad (quarta generazione).

#### 10.3.4
Pubblicato il 22 luglio 2019 esclusivamente per iPhone 5 e iPad (quarta generazione) Wi-Fi + Cellular, corregge bug e problematiche legati al GPS e alla localizzazione del dispositivo.

##### Dispositivi supportati
██ iOS 10 (89%)
██ iOS 9 (9%)
██ Precedenti (2%)
Con questa versione di iOS, Apple ha dismesso il supporto per i dispositivi più datati, precisamente i dispositivi con il processore A5 o A5X: iPhone 4S, iPad 2, iPad mini e la quinta generazione di iPod touch.

### iPhone
- iPhone 5
- iPhone 5c
- iPhone 5s
- iPhone 6
- iPhone 6 Plus
- iPhone 6s
- iPhone 6s Plus
- iPhone SE (1ª gen)
- iPhone 7
- iPhone 7 Plus

### iPod touch
- iPod touch (sesta generazione)

### iPad
- iPad (terza generazione)
- iPad (quarta generazione)
- iPad (quinta generazione)
- iPad Air
- iPad Air 2
- iPad mini 2
- iPad mini 3
- iPad mini 4
- iPad Pro 9,7"
- iPad Pro 12,9"
- iPad Pro 10,5"
- iPad Pro 12,9" (seconda generazione)